# Santa's Coming for Us
"Santa's Coming for Us" là một bài hát được viết bởi Sia và Greg Kurstin và được phát hành vào ngày 30 tháng 10 năm 2017, là đĩa đơn đầu tiên trích từ album phòng thu thứ tám của Sia và cũng là album về chủ đề Giáng sinh đầu tiên của cô, Everyday Is Christmas.

## Video âm nhạc
Video âm nhạc của "Santa's Coming for Us" được phát hành vào ngày 22 tháng 11 năm 2017 với sự góp mặt của Kristen Bell, đang tổ chức một bữa tiệc Giáng sinh. Khách mời bao gồm Dax Shepard trong vai người chồng, JB Smoove trong vai Ông già Noel, Susan Lucci và Henry Winkler trong vai ông bà, và Sophia Lillis, Caleb McLaughlin, và Wyatt Oleff trong vai những người con.

## Danh sách bài hát
1. "Santa's Coming for Us" – 3:26

## Xếp hạng
| Bảng xếp hạng (2017)                              | Vị trí xếp hạng cao nhất |
| ------------------------------------------------- | ------------------------ |
| Áo (Ö3 Austria Top 40)                            | 74                       |
| Bỉ (Ultratop 50 Flanders)                         | 45                       |
| Bỉ (Ultratop 50 Wallonia)                         | 46                       |
| Canada (Canadian Hot 100)                         | 78                       |
| Canada AC (Billboard)                             | 1                        |
| Croatia Airplay (HRT)                             | 17                       |
| Pháp (SNEP)                                       | 158                      |
| Trường songid là BẮT BUỘC CHO BẢNG XẾP HẠNG ĐỨC   | 51                       |
| Hungary (Rádiós Top 40)                           | 33                       |
| Ireland (IRMA)                                    | 65                       |
| Israel (Media Forest TV Airplay)                  | 5                        |
| Italy (FIMI)                                      | 82                       |
| Nhật Bản (Japan Hot 100)                          | 70                       |
| Japan Hot Overseas (Billboard)                    | 4                        |
| Hà Lan (Single Top 100)                           | 71                       |
| New Zealand Heatseekers (RMNZ)                    | 4                        |
| Na Uy (VG-lista)                                  | 39                       |
| Ba Lan (Polish Airplay Top 100)                   | 32                       |
| Scotland (OCC)                                    | 62                       |
| Bảng xếp hạng Quốc tế ở Hàn Quốc (Gaon)           | 12                       |
| Thụy Điển (Sverigetopplistan)                     | 67                       |
| Thụy Sĩ (Schweizer Hitparade)                     | 77                       |
| Anh Quốc (OCC)                                    | 39                       |
| Hoa Kỳ Bubbling Under Hot 100 Singles (Billboard) | 11                       |
| Hoa Kỳ Adult Contemporary (Billboard)             | 1                        |
| Hoa Kỳ Adult Pop Airplay (Billboard)              | 40                       |
| US Holiday Top 100 (Billboard)                    | 51                       |